# Brush Creek (Laclede County, Missouri)
Brush Creek ist ein unincorporated Community im südlichen Laclede County im US-Bundesstaat Missouri. Der Ort liegt 6,4 km südwestlich von Lebanon und 1,6 km von Caffeyville. Die Interstate I-44 verläuft im Südosten des Gebietes.

## Geschichte
Ein Postamt namens Brush Creek wurde 1863 gegründet und war bis 1975 geöffnet. Die Gemeinde hat ihren Namen von Fluss Brush Creek, der in den Osage Fork Gasconade River mündet, der in den Gasconade River und dann in den Missouri River fließt. Brush Creek wurde am 16. November 1984 als Naturschutzgebiet ausgewiesen.